# یواس‌اس ویلیام آر. راش (دی‌ای-۵۵۶)
یواس‌اس ویلیام آر. راش (دی‌ای-۵۵۶) (به انگلیسی: USS William R. Rush (DE-556)) یک کشتی بود که طول آن 306 ft (93 m) بود.